# 雷金根-格盧林根

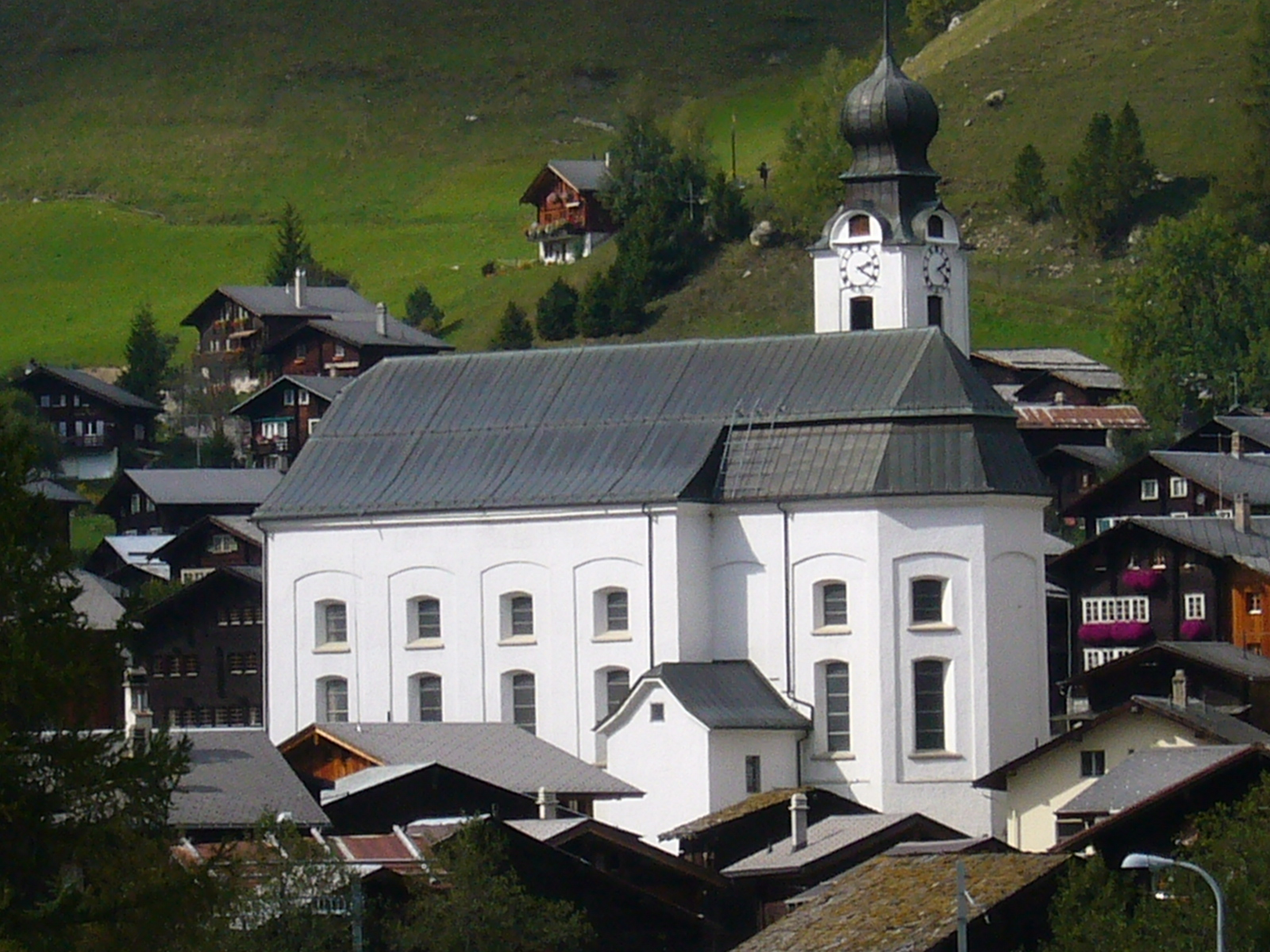

雷金根-格盧林根是瑞士的城鎮，位於該國南部，由瓦萊州負責管轄，面積41.24平方公里，海拔高度1,316米，2011年人口476，九成人口信奉羅馬天主教，人口密度每平方公里12人。

## 外部連結
- Official website （页面存档备份，存于） （德文）